# Jugoslawische Eishockeyliga 1969/70
Die Saison 1969/70 war die 28. Spielzeit der jugoslawischen Eishockeyliga, der höchsten jugoslawischen Eishockeyspielklasse. Meister wurde zum insgesamt 14. Mal in der Vereinsgeschichte der HK Jesenice.

## Modus
In der Hauptrunde absolvierte jede der sechs Mannschaften insgesamt 20 Spiele. Der Erstplatzierte der Hauptrunde wurde Meister. Für einen Sieg erhielt jede Mannschaft zwei Punkte, bei einem Unentschieden gab es einen Punkt und bei einer Niederlage null Punkte.

## Hauptrunde

### Tabelle
|    | Klub                  | Sp | Punkte |
| -- | --------------------- | -- | ------ |
| 1. | HK Jesenice           | 20 | 35     |
| 2. | HK Olimpija Ljubljana | 20 | 29     |
| 3. | KHL Medveščak Zagreb  | 20 | 28     |
| 4. | HK Kranjska Gora      | 20 | 10     |
| 5. | HK Partizan Belgrad   | 20 | 10     |
| 6. | Slavija Vevče         | 20 | 8      |

Sp = Spiele, S = Siege, U = Unentschieden, N = Niederlagen